# Бородін Микола Пилипович
Микола Пилипович Бородін (нар. 1918, село Павлівка, тепер Генічеського району Херсонської області — ?) — український радянський діяч, директор радгоспу-технікуму «Перемога» Василівського району Запорізької області. Кандидат у члени ЦК КПУ в 1971—1976 роках.

## Біографія
З 1938 року — в Червоній армії. Закінчив полкову школу та військове технічне училище у місті Владивостоці. Служив на Далекому Сході СРСР.
Член ВКП(б) з жовтня 1942 року.
Учасник радянсько-японської війни 1945 року — начальник інтендантського постачання 619-го медико-санітарного батальйону 40-ї стрілецької дивізії 25-ї армії. У 1946 році демобілізувався із Радянської армії.
З 1946 року працював у Запорізькому обласному тресті радгоспів. З березня 1947 року — головний зоотехнік радгоспу «Червоне Запоріжжя» Запорізької області.
У 1964—1978 роках — директор радгоспу-технікуму «Перемога» села Сухоіванівське Василівського району Запорізької області.
З 1978 року — на пенсії. 

## Звання
- старший лейтенант

## Нагороди
- два ордени Леніна
- орден Трудового Червоного Прапора
- орден Вітчизняної війни ІІ-го ст. (6.04.1985)
- медаль «За бойові заслуги» (29.09.1945)
- медалі